# انور ابراهیم
انور ابن ابراهیم (زادهٔ ۱۰ اوت ۱۹۴۷) نخست وزیر کنونی مالزی است که از سال ۱۹۹۳ تا ۱۹۹۸ معاون نخست وزیر این کشور بود. انور ابراهیم در ٢۴ نوامبر ۲۰۲۲ به عنوان نخست وزیر مالزی انتخاب شد.
او در آغاز کارش تحت حمایت نخست وزیر وقت، ماهاتیر محمد قرار داشت، اما پس از آن، انور به عنوان سرشناس‌ترین منتقد سیاست‌های وی شناخته شد.
در سال ۱۹۹۹، او در یک محاکمه بحث‌برانگیز، به جرم فساد مالی، به ۶ سال حبس در زندان محکوم شد و در سال ۲۰۰۰ به اتهام داشتن روابط جنسی با یکی از کارمندان مرد خود به ۹ سال حبس دیگر محکوم گشت. با این وجود، در سال ۲۰۰۴، دادگاه فدرال مالزی، دومین حکم را نقض کرد و او پس از تحمل ۶ سال حبس از زندان آزاد شد.
در ژوئیهٔ ۲۰۰۸، او به اتهام لواط با کارمند مذکر ۲۳ ساله‌اش بازداشت شد.
در اردیبهشت ۱۳۹۷ (مه ۲۰۱۸) بعد از اینکه آقای مهاتیر محمد پیروز انتخابات شد، قول داد که در اسرع وقت آقای انور ابراهیم عفو خواهد شد.
سرانجام در همین ماه ، انور ابراهیم مورد عفو محمد پنجم کلانتان پادشاه مالزی قرار گرفت، تا بتواند دوباره به دنیای سیاست بازگردد.

## فعالیت‌های سیاسی
انور ابراهیم فعالیت سیاسی خود را از دهه ۷۰ میلادی به عنوان یک دانشجوی اسلام‌گرا آغاز کرد و نهضت جوانان مسلمان مالزی را بنیاد نهاد.
وی در سال‌های آغازین دهه ۱۹۸۰ به حزب سازمان وحدت ملی مالایی‌ها، به رهبری ماهاتیر محمد پیوست.
او در سال ۱۹۹۱ به سمت وزیر دارایی و در سال ۱۹۹۳ به سمت معاون نخست وزیر منصوب شد.
در سال ۱۹۹۸ به دلیل اختلاف نظر با ماهاتیر محمد در مورد نحوه برخورد با بحران مالی آن کشور، توسط وی از مقام معاونت نخست وزیر خلع شد. پس از آن در سال ۱۹۹۹ به اتهام فساد مالی بازداشت و پس از محاکمه، به ۶ سال حبس محکوم شد. در سال ۲۰۰۰، اتهام دیگری در خصوص روابط جنسی به وی وارد شد و پس از صدور قرار مجرمیت، به ۹ سال حبس دیگر محکوم شد.
در سپتامبر ۲۰۰۴، انور ابراهیم از سوی دادگاه فدرال مالزی در خصوص جرم لواط تبرئه و پس از تحمل ۶ سال حبس، از زندان آزاد شد.

## ادامه فعالیت‌های سیاسی
بر اساس قوانین مالزی، انور ابراهیم به دلیل محکومیت فساد مالی تا آوریل سال ۲۰۰۸، از انجام فعالیت‌های سیاسی منع شده بود. در انتخابات پارلمانی سال ۲۰۰۸، ائتلاف میثاق ملی، موفق به کسب بیش از یک سوم کرسی‌های پارلمان فدرال مالزی شد. پس از آن وی از سوی یکی از کارکنان جوان‌اش، متهم به لواط با وی شد. انور ابراهیم، اتهامات وارده را رد کرد و این اتهام را توطئه‌ای به قصد جلوگیری از فعالیت‌های سیاسی او پس از موفقیت ائتلاف مخالفین (به رهبری خودش) در انتخابات عمومی مارس ۲۰۰۸ دانست. مدتی بعد، به دلیل آنکه از سوی عده‌ای ناشناس تهدید به مرگ شده بود، برای حفظ جان خود به سفارت ترکیه پناه برد و خواستار ضمانت تأمین جانی خود توسط مقامات مالزی شد. او سرانجام در ۱۶ ژوئیه ۲۰۰۸ توسط پلیس بازداشت و در ۱۷ ژوئیه به قید وثیقه آزاد شد. او پس از آزادی در گفتگو با تلویزیون سی‌ان‌ان، این اتهام را رد کرد و تمامی پرونده را ساختگی دانست.

## دیدگاه ها

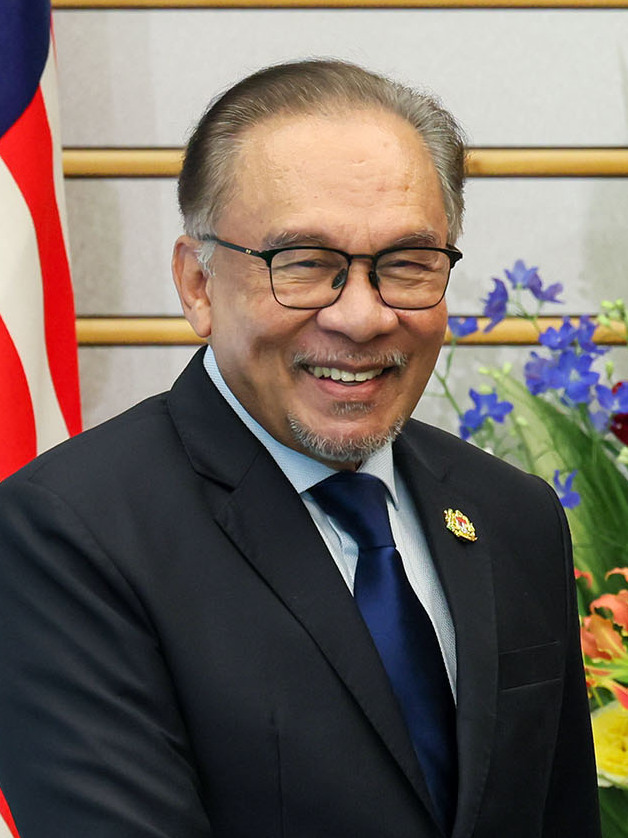
انوار ابراهیم نخست وزیر مالزی

ابراهیم در پی سانسور و حذف مطالب مربوط به ترور اسماعیل هنیه توسط اینستاگرام، واکنش نشان داد و از شرکت متا خواست تا سخنگوی اسراییل نباشد. انور ابراهیم در این خصوص گفت: اجازه دهید پیام روشن و صریح برای متا ارسال کنم؛ این نمایش بزدلی را متوقف کنید و به عنوان ابزاری برای رژیم ظالم اسرائیل عمل نکنید.